# Haematortyx sanguiniceps
Haematortyx sanguiniceps là một loài chim trong họ Phasianidae.